# Evolène
Evolène je obec ve švýcarském kantonu Valais, okrese Hérens. Žije zde přibližně 1 700 obyvatel.

## Geografie

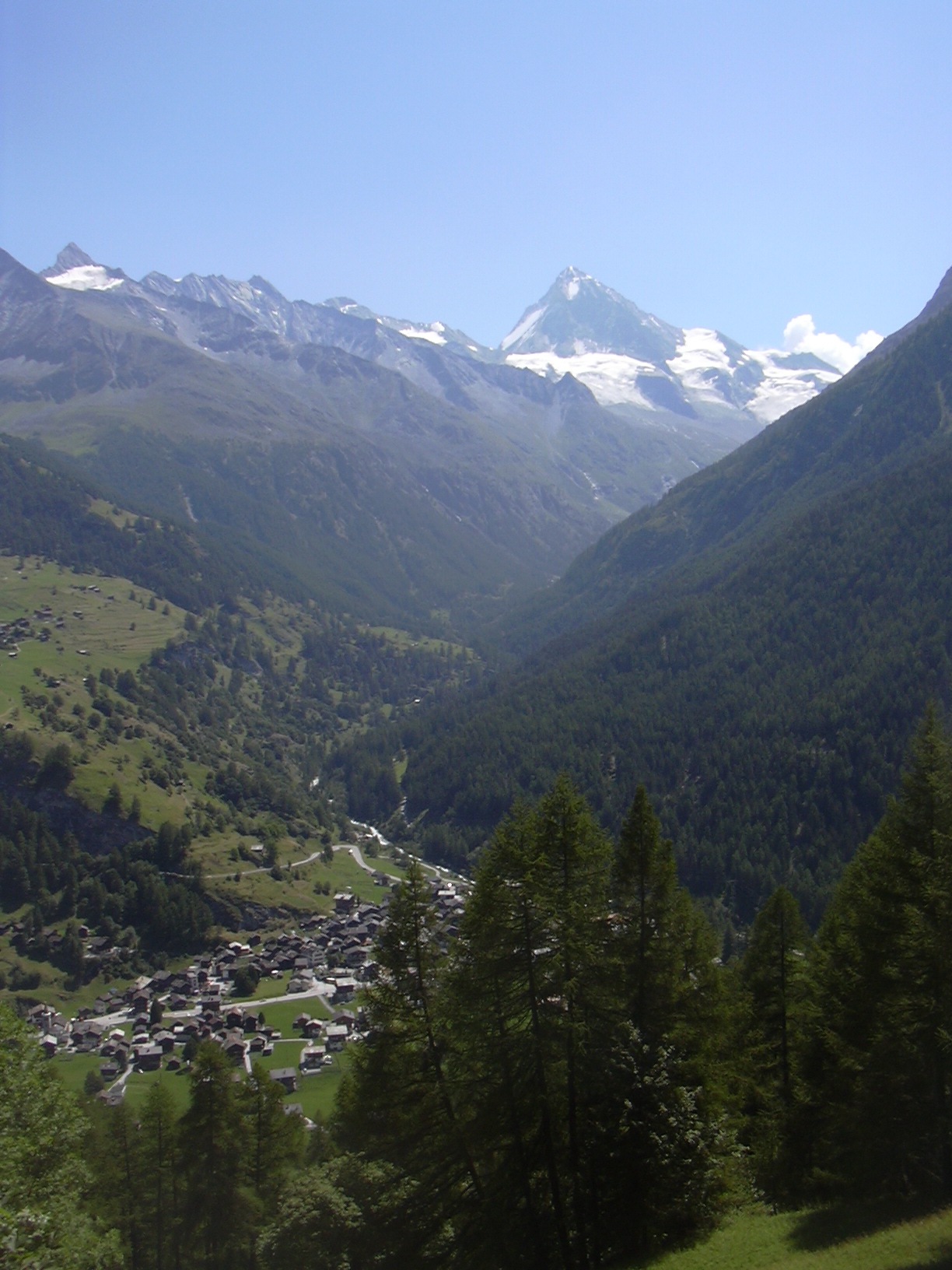
Les Haudères

Území obce se rozkládá od horní části údolí Val d’Hérens až k italským hranicím. Údolím protéká řeka Borgne. Nejvyššího bodu dosahuje obec na vrcholu 4357 m vysokého Dent Blanche.
Obec zahrnuje vesnice a osady Evolène, Lanna nebo Lannaz, Les Haudères, La Sage/Villa(z), La Forclaz, Arolla a Ferpècle.
Sousední švýcarské obce jsou ve směru hodinových ručiček (od jihozápadu): Val de Bagnes, Hérémence, Saint-Martin, Anniviers a Zermatt. Na jihu obec sousedí s Itálií.

## Historie
Obec je poprvé zmiňována roku 1250 jako Ewelina.
Ve středověku patřila oblast Hérens pánům z Bexu, vazalům Savojska. Oblast byla několikrát směněna nebo prodána mezi katedrální kapitulou v Sionu, panstvím Ayent a pány z Raronu. Ve 14. a 15. století se v Evolène usadily početné rodiny ze Zermattu; v roce 1498 byly dvě třetiny obyvatel německy mluvící. Evolène udržovalo úzké vztahy s údolím Aosty a na základě několika dohod mělo v Aostě pastviny pro dobytek. V roce 1517 se rada kantonu Valais rozhodla opustit průsmyk Collon, protože jeho obranu považovala za příliš obtížnou. Obyvatelé Hérensu se postavili na odpor, požadovali zachování průsmykové cesty a slíbili, že budou průsmyk bránit sami. Kolem roku 1550 uznal biskup Jan Jordán svobody (francouzsky coutumes) Evolène a Saint-Martin. Od 16. století Evolène vykupovalo feudální poplatky. V 19. století obec pocítila důsledky politických sporů. Ve 40. letech 19. století měla obec Hérens dvě zastupitelstva, jedno konzervativní a jedno liberálně-radikální. V roce 1881 byly společné statky rozděleny mezi Evolène, Saint-Martin a obce, které se v následujícím roce oddělily.
Církevně Evolène patřilo k Saint-Martin až do roku 1722, kdy se stalo samostatnou farností. V roce 1445 nechalo 101 hlav rodin na vlastní náklady postavit kostel, který byl v roce 1448 vysvěcen (patronát sv. Jana a sv. Theodula). Až do roku 1950 se obyvatelé Evolène živili především horským zemědělstvím (krávy Hérens), ale obec provozovala také doly na olovo a měď a těžila kámen serpentin. Otevření hotelu Dent Blanche v roce 1860 přineslo do regionu turistický ruch, který ve druhé polovině 20. století zažil rozmach (např. lyžování či létání na rogalech). V roce 1950 prodala obec Evolène svá práva na využívání vody společnosti Grande Dixence SA.
Dne 21. února 1999 došlo v Evolène k lavinovému neštěstí, při kterém zahynulo 12 lidí.

## Obyvatelstvo
| Vývoj počtu obyvatel | Vývoj počtu obyvatel | Vývoj počtu obyvatel | Vývoj počtu obyvatel | Vývoj počtu obyvatel | Vývoj počtu obyvatel | Vývoj počtu obyvatel | Vývoj počtu obyvatel | Vývoj počtu obyvatel | Vývoj počtu obyvatel |
| -------------------- | -------------------- | -------------------- | -------------------- | -------------------- | -------------------- | -------------------- | -------------------- | -------------------- | -------------------- |
| Rok                  | 1850                 | 1900                 | 1910                 | 1950                 | 2000                 | 2010                 | 2012                 | 2014                 | 2016                 |
| Počet obyvatel       | 1040                 | 1208                 | 1300                 | 1315                 | 1522                 | 1683                 | 1711                 | 1718                 | 1697                 |

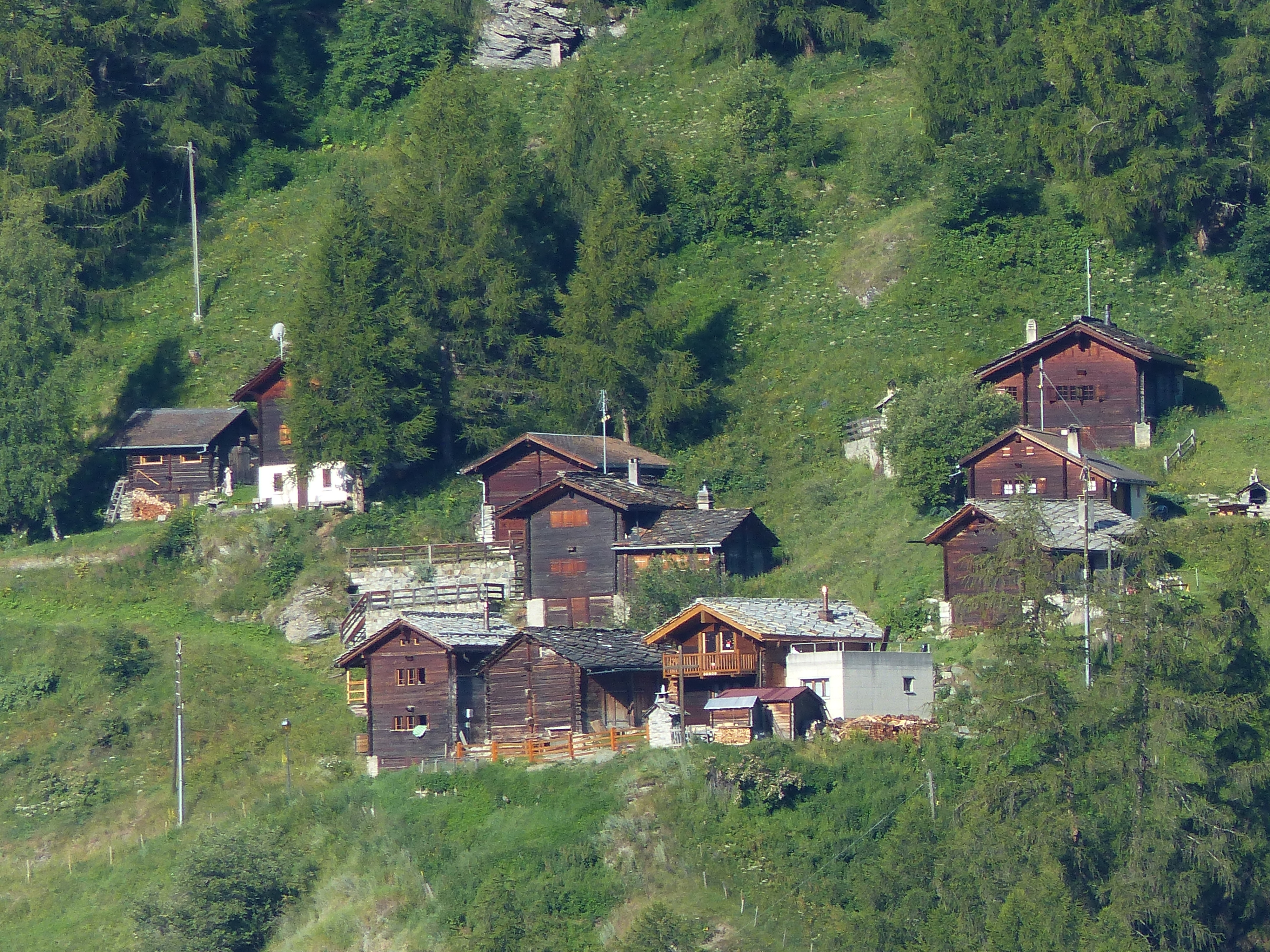
Tradiční architektura údolí Hérens

Jako obec s bohatou tradicí je Evolène jedním z posledních míst v západním Švýcarsku, kde se ještě mluví specifickým jazykem patois, dialektem franko-provensálštiny.

## Pamětihodnosti

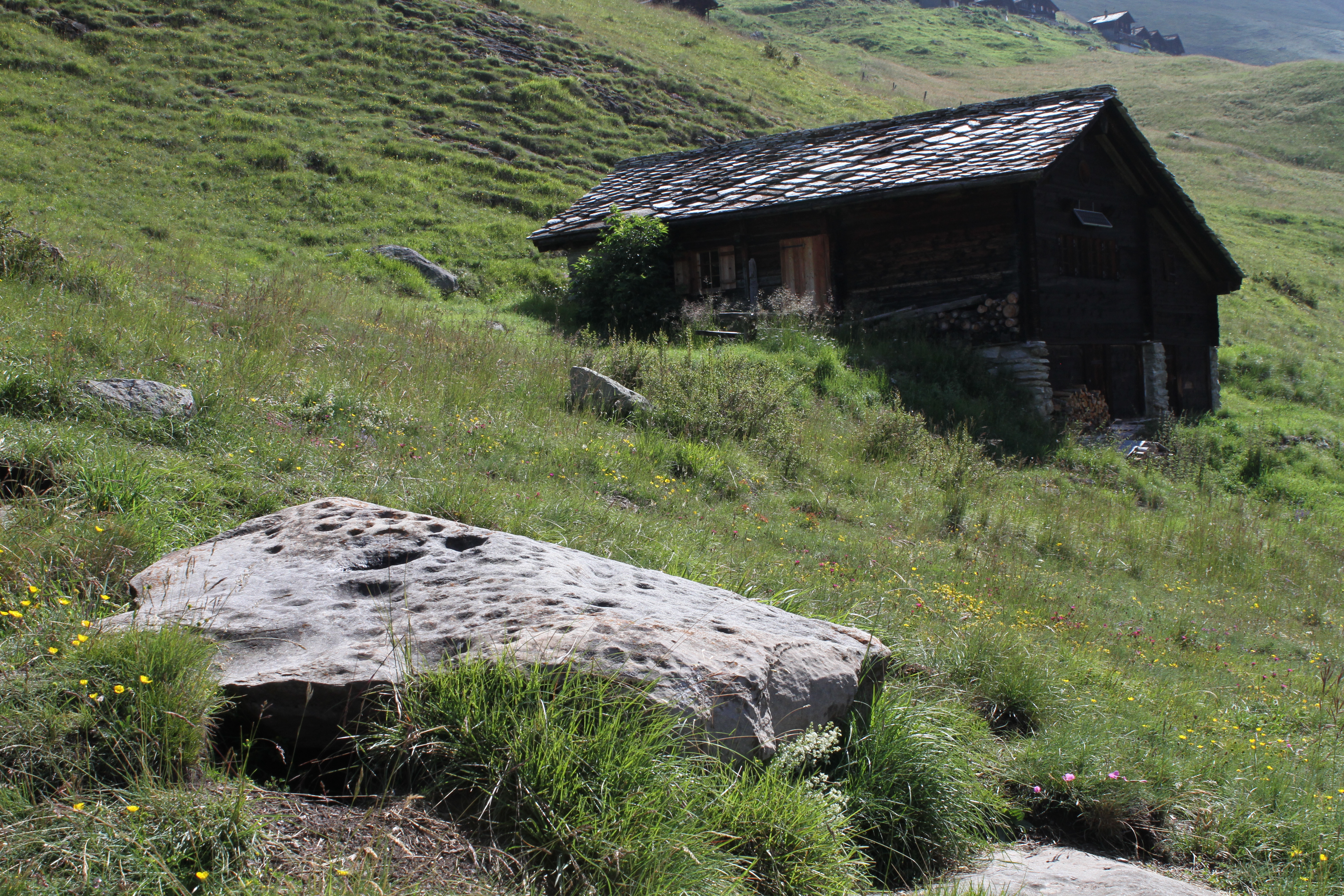
Pravěké kameny Alpage de Cotter

Na vrcholu Alpage de Cotter nad Evolène se nachází několik pravěkých pohárových kamenů, včetně kamene obětovaných (Pierre aux Immolés).

## Doprava
Hlavní silnice 206 vedoucí ze Sionu vede přes Evolène do svého koncového bodu, vesnice Les Haudères. Evolène leží na trase poštovní autobusové linky Sion – Evolène – Les Haudères.